# Парето (Алесандрија)
Парето (итал. Pareto) је насеље у Италији у округу Алесандрија, региону Пијемонт.
Према процени из 2011. у насељу је живело 171 становника. Насеље се налази на надморској висини од 456 м.

## Становништво
| 1931. | 1936. | 1951. | 1961. | 1971. | 1981. | 1991. | 2001. | 2011. |
| ----- | ----- | ----- | ----- | ----- | ----- | ----- | ----- | ----- |
| 2.037 | 2.001 | 1.717 | 1.241 | 933   | 788   | 703   | 688   | 602   |